# Circuito de Getxo 2015
Il Circuito de Getxo 2015, settantesima edizione della corsa e valevole come evento dell'UCI Europe Tour 2015 categoria 1.1, si svolse il 31 luglio 2015 su un percorso di 170 km. La vittoria fu appannaggio del francese Nacer Bouhanni che terminò la gara in 4h02'41", alla media di 42,030 km/h, precedendo gli spagnoli Juan José Lobato e Carlos Barbero.
Sul traguardo di Getxo 68 ciclisti, su 80 partenti, portarono a termine la competizione.

## Squadre e corridori partecipanti
| N.      | Cod. | Squadra                  |
| ------- | ---- | ------------------------ |
| 11-19   | CJR  | Caja Rural-Seguros RGA   |
| 21-28   | RVL  | RusVelo                  |
| 31-37   | STF  | Start-Massi Cycling Team |
| 41-49   | COF  | Cofidis                  |
| 51-56   | BAI  | Bike Aid                 |
| 61-70   | MOV  | Movistar Team            |
| 71-80   | BUR  | Burgos-BH                |
| 81-88   | KMP  | Keith Mobel-Partizan     |
| 101-105 | DCT  | Inteja-MMR Dominican     |
| 111-120 | EUS  | Murias Taldea            |

## Ordine d'arrivo (Top 10)
| Pos. | Corridore          | Squadra    | Tempo    |
| ---- | ------------------ | ---------- | -------- |
| 1    | Nacer Bouhanni     | Cofidis    | 4h02'41" |
| 2    | Juan José Lobato   | Movistar   | s.t.     |
| 3    | Carlos Barbero     | Caja Rural | s.t.     |
| 4    | José Joaquín Rojas | Movistar   | a 3"     |
| 5    | Roman Maikin       | RusVelo    | s.t.     |
| 6    | Enrique Sanz       | Movistar   | a 5"     |
| 7    | Ángel Madrazo      | Caja Rural | s.t.     |
| 8    | Ibai Salas         | Burgos-BH  | s.t.     |
| 9    | Egoitz García      | Murias     | s.t.     |
| 10   | Amets Txurruka     | Caja Rural | a 8"     |